# Władysław Raczkiewicz

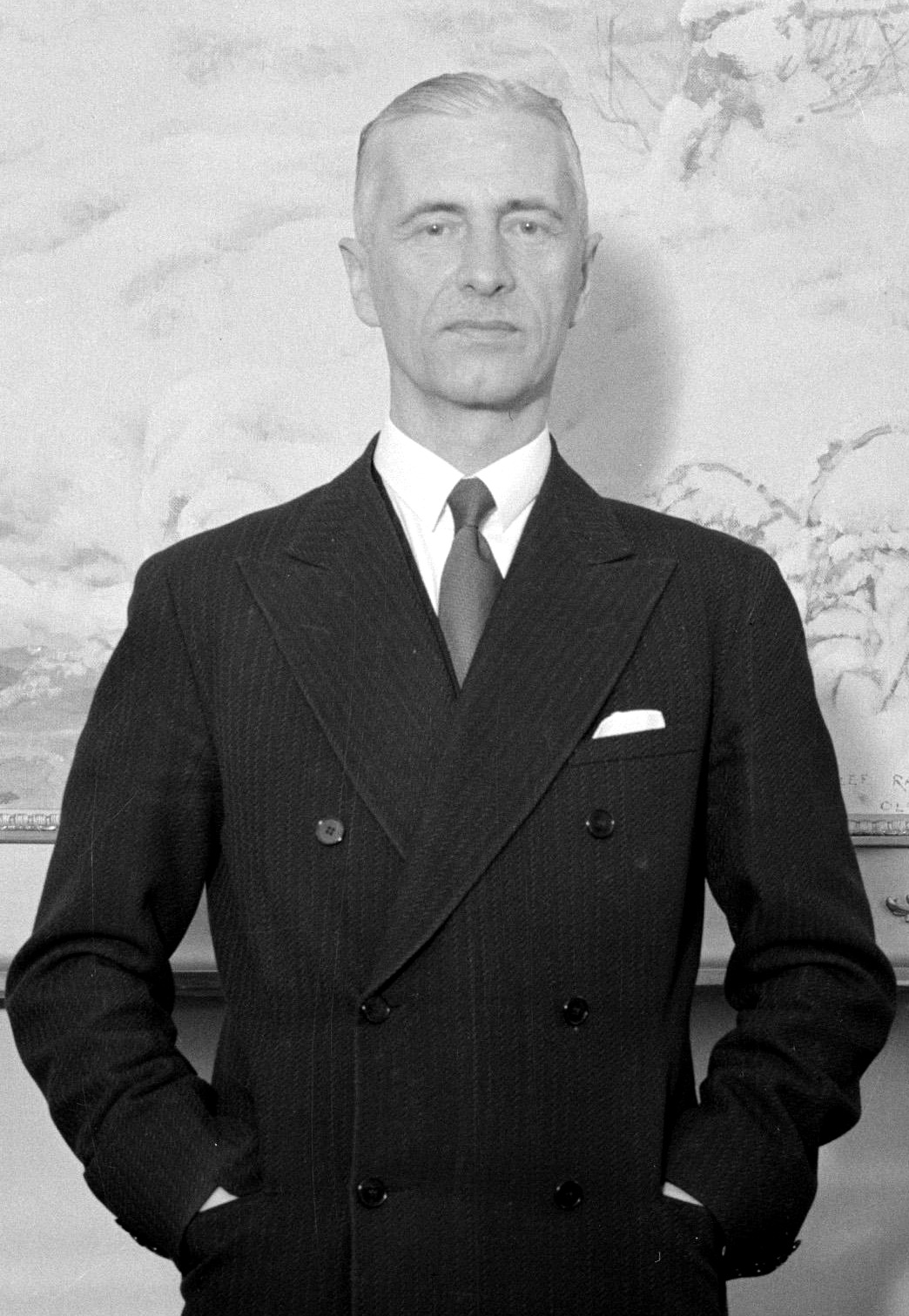
Władysław Raczkiewicz 1934.

Władyslaw Raczkiewicz, född 28 januari 1885 i Kutaisi, Georgien, död 6 juni 1947 i  Ruthin, Wales, var en polsk politiker och landets president i exil i London 1939–1947 (se polska exilregeringen). 

## Biografi
Raczkiewicz var Polens inrikesminister 1921, 1925-26 och 1935-36.
Fram till 1945 var han Polens internationellt erkända statschef, men vägrade efter kriget att erkänna Warszawaregeringen av 1945.